# على نجات (آبجدان)
على نجات (بالفارسية: علی نجات) هي منطقة سكنية تقع في إيران في قسم آبجدان الريفي.